# ハヤテ (ストリートファイター)
ハヤテ（Hayate）は、カプコン、アリカの対戦型格闘ゲーム『ストリートファイターEX』シリーズに登場する架空の人物。
本項ではアリカの対戦型格闘ゲーム『ファイティングEXレイヤー』に登場する関連キャラクターである疾風（はやて、Hayate）についても併せて解説する。 

## 概要
担当声優は森川智之。
日本の山中にある木霊村（くくのちむら）の出身の剣士で、悪霊退治を生業としており、鬼人であるガルダに対する闘志を燃やしている。また、ガルダと同系統の技を使用し、血縁関係を感じさせている。
『EX2』にて初登場したが、『EX2 PLUS』では業務用では登場せずプレイステーション版のみ隠しキャラクターとして登場している。『EX2 PLUS』の登場キャラクターの中では唯一『EX3』に継続参戦していない。
『ストリートファイターV』の公式ホームページ「シャドルー格闘家研究所」の「キャラ図鑑」にて個人プロフィールが明かされた。ここでは、ハヤテの父は村に現れた大蛇を一人で退治した伝説の剣士であったこと、ハヤテは鬼人を倒すために日々戦い続けていることが語られている。
『ファイティングEXレイヤー』では、ハヤテがガルダを自らの体に封念していたが、カイリが放つ強者怨を吸収することでガルダが再び封念を破り復活してしまったとされ、ハヤテの技を使う後述の疾風が登場している。

## 疾風
疾風（はやて、Hayate）は『ファイティングEXレイヤー』のオリジナルキャラクター。過去作のハヤテと同じ技を使う。フルネームは「紙手 疾風（かみて はやて）」。ハヤテの魂の継承者で、そのことを自覚しているが普通の大学生として人生を送っている。自己流にアレンジしたスポーツチャンバラで無敵の強さを誇っていたが、異種格闘技戦で紗波音と対峙したことで自らの宿命を悟り、ガルダの封念を決意する。
ハヤテの魂の継承者であり別人であるが、性能をそのまま引き継いでいる。
担当声優は寺島拓篤。

## ゲーム上の特徴
刀を用いた技を使用する。ただし通常技は刀ではなく、素手や足による攻撃が基本となる。
どの技にもクセが少なく扱いやすいので初心者にも扱いやすい。

## 各種技の解説

### 投げ技
夢見無双（ゆめみむそう） / 縁斬刀（えんきとう）
相手を刀で切り伏せる。前者はハヤテ、後者は疾風の技名。
神楽崩山（かぐらほうざん） / 空蝉落とし（うつせみおとし）
空中投げ。前者はハヤテ、後者は疾風の技名。落下しながら相手に刀を突き立てる。
無空身（むくうしん）
疾風のみに実装されている後方投げ。すれ違い様に相手を斬り抜ける。

### 特殊技
燕落紫昇（えんらくししょう）
家庭用『EX2 PLUS』で追加された技で、前に飛んで斬りつける技。技の発生が遅く、防がれやすいが下段技を避けつつ攻撃可能。
残光凶刃（ざんこうきょうじん） / 上段雷破（じょうだんらいは）
前者はハヤテのガードブレイク、後者は疾風のハードアタック。刀を構えて振り下ろす。

### 必殺技
鎌鼬（かまいたち）
居合い切り。飛び道具を打ち消すことも可能。
朧月（おぼろづき）
相手に突進しつつ、抜刀して斬りつける技。
飛旋斬（ひせんざん）
上昇しながら縦回転で相手に斬りかかる技。技の動作が漫画『るろうに剣心』の「龍巻閃・嵐」と酷似している。
白刃転刃（しらはてんじん）
ハヤテが使用。相手の攻撃を刀で受け止めて斬り返すカウンター技。カウンターが成立しなくても自動的に斬りかかるが、その場合は威力が激減する。
上腕型（じょうわんけい） / 爆雷破（ばくらいは）
疾風が使用。「上腕型」で相手の攻撃を受け止め、カウンターが成立すると斜め上に打撃技の「爆雷破」を打ち込む。ハヤテの「白刃転刃」に相当する技だが、こちらはカウンターが成立しないと攻撃を行わない。

### スーパーコンボ
烈震鎌鼬（れっしんかまいたち）
刀で連続で斬りかかる技。技自体の発生は速いが最後の振りの一撃は発生が遅いのでガードされると反撃されやすい。また技後の隙も大きい。
雷斬翔（らいざんしょう）
刀を上に突き上げて真上に飛び上がる。ボタン連打で威力とヒット数が増し、ケンの「神龍拳」やガルダの「鬼燕翔」と同様の性能を持つ。
旋陽炎・極（つむじかげろう・きょく）
斜め下に降下しながら、横回転して斬りかかる技。ゆるやかに降下するので奇襲には向かずほとんどは「雷斬翔」をスーパーキャンセルしてからの連続技に使用する。
『EX2』のエンディングではこの技で八俣の剣に封じ込まれていた悪霊を倒している。
大蛇封刃（おろちふうじん）
家庭用『EX2 PLUS』で追加されたメテオコンボ。「白刃転刃」の強化版で、全メテオコンボ中で唯一のカウンター技。構成は「白刃転刃」→「朧月」→「烈震鎌鼬」となっており、地上にいる相手へのカウンターの場合は、この後で跳ね上げた相手に飛びついて「神楽崩山」を繰り出す。
地上からのカウンターの場合は絶大な威力となるが、空中からのカウンターだと威力が大きく低下する。またカウンターが成立しないと、ただの「白刃転刃」となってしまう。

## 登場作品
ハヤテ
- 対戦型格闘ゲーム
  - 『ストリートファイターEX』シリーズ
    - 『ストリートファイターEX2』
    - 『ストリートファイターEX2 PLUS』（PlayStation版のみ）

疾風
- 対戦型格闘ゲーム
  - 『ファイティングEXレイヤー』